# Estany de Dalt
L'Estany de Dalt és un llac d'origen glacial que es troba a 2.628 m. d'altitud, a la capçalera de la vall Fosca, al Pallars Jussà, al nord-oest del poble de Cabdella, en el terme municipal de la Torre de Cabdella.
La seva conca està formada al nord per la carena de Mussoles i del Cap de Reguera.
Pertany al grup de llacs d'origen glacial de la capçalera nord-oriental del riu de Riqüerna, a través del barranc de Francí, al voltant del Pic Salado. Rep les aigües de la muntanya, i les aboca a l'Estany de Ribanegra.